# Patologia molecolare
La patologia molecolare è l'applicazione a fini diagnostici di tecniche di biologia molecolare.
Le tecniche di patologia molecolare sono spesso caratterizzate da una altissima sensibilità e specificità quali ad esempio PCR, Southern blot, Northern blot, Western blot, test ELISA,  ma sono frequentemente complesse e costose. Esempi di patologia molecolare sono l'evidenziazione del DNA del micobatterio tubercolare (TBC) o del virus del papilloma umano (HPV) in biopsie o citologie. L'analisi molecolare di alcuni tumori (ad es. linfomi) può permettere un più facile riconoscimento e caratterizzazione della neoplasia.